# QBZ-191
Автоматическая винтовка QBZ-191 (кит. 191式自动步枪) — китайская штурмовая винтовка под промежуточный патрон 5,8×42 мм, разработанная и производимая компанией Norinco в качестве служебной винтовки нового поколения для Народно-освободительной армии (НОАК) и Народной вооруженной полиции (НВПК). Обозначение винтовки «QBZ» расшифровывается как «лёгкая (Qing Wŭqì) — винтовка (Buqiāng) — автоматическая (Zìdòng)».
Новая винтовка была официально представлена на военном параде в честь 70-летия Национального дня 1 октября 2019 г. на вооружении военнослужащих Сухопутных войск НОАК и Народной вооруженной полиции.

## История
Китайские военные инициировали разработку винтовок обычной компоновки в 2014 году, при этом несколько производителей участвовали в процессе разработки и подачи заявок. В 2016 и 2017 годах в сеть просочились различные фотографии прототипов новой оружейной платформы.
Винтовка QBZ-191 была разработана 208-м исследовательским институтом Norinco, который также разработал штурмовую винтовку QBZ-95. По словам директора 208-го Научно-исследовательского института, QBZ-191 является частью новой «Интегрированной солдатской боевой системы» (单兵综合作战系统), целью которой является полная реформация пехотного вооружения НОАК.
QBZ-191 был впервые представлен на китайском национальном параде 2019 года и должен постепенно заменить семейство винтовок QBZ-95 на военной службе НОАК. QBZ-191 имеет несколько улучшений, направленных на решение неудовлетворительных проблем, таких как эргономика платформы QBZ-95.

## Конструкция
По сравнению с QBZ-95, QBZ-191 использует традиционную компоновку со значительно улучшенной эргономикой, удобством использования обеими руками и большей надежностью в различных условиях. Платформа отличается различной длиной ствола и конфигурациями цевья. Укороченную версию автомата несли экипажи транспортных средств во время парада 2019 года.
Винтовка QBZ-191 оснащена планкой Пикатинни во всю длину сверху и в стандартной комплектации поставляется с новой призматической дневной оптикой с 3-кратным увеличением — QMK152 и QMK-171A, а также доступен тепловизионный прицел. Вариант DMR оснащен новым снайперским прицелом с переменным увеличением 3-8,6× под названием QMK-191, и также может быть оснащён цифровым прицелом ночного видения/тепловизором IR5118. Винтовка также оснащена резервными прицельными приспособлениями, которые можно сложить, когда они не используются. Основной корпус разделен на верхнюю и нижнюю части ствольной коробки, обе выполнены из алюминиевого сплава и соединены двумя штифтами, а цевье, пистолетная рукоятка и телескопический приклад изготовлены из полимерного материала . Цевье позволяет выборочно устанавливать небольшие секции планок Пикатинни через отверстия для винтов, что позволяет прикрепить различные аксессуары, такие как фонарик, ЛЦУ, передняя рукоятка и сошки. Рукоятка заряжания расположена с правой стороны, а кнопка спуска затвора — с левой, над углублением для вставки магазина с функцией «качать и запирать». Оружие использует принцип работы отвод пороховых газов с поворотным затвором .
Винтовка имеет улучшенную эргономику, оснащена 4-позиционным регулируемым прикладом, двусторонним переводчиком режимов огня и удлиненной защёлкой магазина, расположенным перед спусковой скобой, для быстрой перезарядки и упрощения обращения с оружием в перчатках. Новый полимерный магазин имеет переработанную текстуру поверхности для лучшего захвата и прозрачное окно для проверки боеприпасов. Оружейная платформа также может быть оснащена штыком и глушителем.
По сообщениям китайских СМИ, винтовка QBZ-191 изготовлена под собственный китайский патрон калибра 5,8×42 мм с модернизированным боеприпасом DBP-191, который обладает улучшенными баллистическими характеристиками на средних и дальних дистанциях. Винтовка была разработана в трех вариантах: стандартный вариант винтовки с 14,5 ″ (368,3 мм) ствол, укороченный вариант с 10,5 ″ (266,7 мм) стволом под названием QBZ-192, и вариант длинноствольной марксманской винтовки под названием QBU-191. Стандартный QBZ-191 имеет скорострельность в 750 выстрелов в минуту. Полностью автоматическая стрельба сохранена и в марксманской винтовке QBU-191, которую можно легко превратить в лёгкий пулемёт с барабанным магазином.

## Варианты
QBZ-191
Штурмовая винтовка с 14,5 ″ (368,3 мм) стволом.
QBZ-192
Карабин с 10,5 ″ (266,7 мм) стволом.
QBU-191
Марксманская винтовка с эффективной дальностью стрельбы на 800 м, оснащенный длинным, тяжелым, вывешенным стволом, удлиненным цевьем, коробчатым магазином на 30 патронов и оптическим прицелом QMK-191 с переменным увеличением в 3-8,6×. Селективный огонь в полностью автоматическом режиме сохранен на винтовке, что улучшает ее возможности подавления огня.

## Операторы
- Китай
  - Народно-освободительная армия Китая
  - Народная вооружённая полиция Китая

## Использованная литература
1. ↑  Makichuk, Dave. QBZ-191: Meet China’s new assault rifle. Asia Times (23 апреля 2020). Дата обращения: 6 января 2023. Архивировано 23 апреля 2020 года.
2. 1 2 3 4 5 6  QBZ-1(x)式自动步枪 (кит.). Gun World (12 марта 2020). Дата обращения: 6 января 2023. Архивировано 21 марта 2020 года.
3. ↑  F. Nathaniel. Chinese PLA Ground Forces and Marines to Replace QBZ-95-1 with Completely New NON-BULLPUP Rifle? (англ.). The Firearm Blog (18 мая 2017). Дата обращения: 6 января 2023. Архивировано 22 мая 2017 года.
4. 1 2  QBZ-191 assault rifle (China) (англ.). Modern firearms. Дата обращения: 6 января 2023. Архивировано 2 октября 2021 года.
5. ↑  Wood, Peter. China Introduces New Battle Rifle for the PLA. Ashtree Analytics (20 ноября 2019). Дата обращения: 6 января 2023. Архивировано из оригинала 10 апреля 2021 года.
6. ↑  QBU-191 5.8mm precision rifle of China revealed. China-Arms (20 мая 2020). Дата обращения: 6 января 2023. Архивировано 19 октября 2021 года.
7. 1 2 3  QBZ-191 assault rifle (China). modern firearms. Дата обращения: 6 января 2023. Архивировано 2 октября 2021 года.
8. ↑  J, Anthony. First Photos of Chinese PLA New Standard Rifle and What We Know So Far. The Firearm Blog (30 сентября 2019). Дата обращения: 6 января 2023. Архивировано 23 октября 2019 года.
9. ↑  Roblin, Sebastien. What We’ve Learned About China’s New QBZ-191 Assault Rifle. National Interest (8 января 2021). Дата обращения: 6 января 2023. Архивировано 14 апреля 2021 года.
10. ↑  QBZ-192 Carbine. military-today. Дата обращения: 6 января 2023. Архивировано 18 ноября 2022 года.
11. ↑  Suciu, Peter. Chinese PLA Troops in Tibet are Getting New QBU-191 Sniper Rifles. National Interest (22 декабря 2020). Дата обращения: 6 января 2023. Архивировано 25 октября 2021 года.
12. ↑  QBU-191. military today. Дата обращения: 6 января 2023. Архивировано 28 ноября 2021 года.
13. ↑  QBU-191精准步枪，击杀800米距离有生目标，或将取代88式狙击步枪 (кит.) (недоступная ссылка — история). NetEase News (17 августа 2021).
14. ↑  QBU-191 (англ.). Military today. Дата обращения: 6 января 2023. Архивировано 28 ноября 2021 года.